# Marzena Bomanowska
Marzena Bomanowska (ur. 23 października 1965 w Łodzi) – polska kulturoznawczyni, dziennikarka, redaktorka i muzealniczka. Od 2015 dyrektor Muzeum Kinematografii w Łodzi.

## Życiorys
Urodziła i wychowała się w Łodzi. Absolwentka kulturoznawstwa na Wydziale Filologicznym Uniwersytetu Łódzkiego. Po ukończeniu studiów od 1990 pracowała w łódzkiej redakcji Gazety Wyborczej jako dziennikarka, w 2000 awansowała na stanowisko kierownika Działu Kultury w łódzkiej redakcji Gazety Wyborczej. W 2012 objęła stanowisko rzecznika prasowego Państwowej Wyższej Szkoły Filmowej, Telewizyjnej i Teatralnej im. Leona Schillera w Łodzi, na stanowisku tym pozostała do końca 2014. 1 stycznia 2015 w drodze wygranego konkursu została powołana przez prezydent Łodzi Hannę Zdanowską na stanowisko dyrektora Muzeum Kinematografii w Łodzi po odchodzącym na emeryturę Mieczysławie Kuźmickim.

## Publikacje
- Spacerownik łódzki 2, współautorka z Ryszardem Bonisławskim i Joanną Podolską (Agora, 2007)
- 7 rozmów o Katarzynie Kobro, autorka (Muzeum Sztuki w Łodzi, 2011)
- Powidoki/afterimages. Szkoła Filmowa w Łodzi / film school in łódź, współredaktorka z Mariuszem Grzegorzkiem, Anną Kazimierczak, Jakubem Mikurdą i Anną M. Zarychta (PWSFTviT, 2013)
- Sejsmograf duszy. Kino według Marii Kornatowskiej pod red. Tadeusza Szczepańskiego, współpraca redakcyjna (Muzeum Kinematografii w Łodzi i PWSFTviT, 2016)
- W kręgu neoawangardy - Warsztat Formy Filmowej / In the Neo-Avant-Garde Circle - the Workshop of the Film Form, współredaktorka z Alicją Cichowicz     (Muzeum Kinematografii w Łodzi, 2017)
- Wspólnym głosem. 50 lat Chóru Filharmonii Łódzkiej, redaktorka (Filharmonia Łódzka, 2020).

## Odznaczenia i nagrody
- Nagroda Złote Pióro im. Jerzego Katarasińskiego[5][6] (2006)[2]

- Nagroda „ms” od Muzeum Sztuki w Łodzi[7] (2009)[2]

- Nagroda im. Henryka Grohmana za książkę 7 rozmów o Katarzynie Kobro[8] (2012)[2]
- Odznaka „Za Zasługi dla Miasta Łodzi” (2023)[9]